# Mkomazi nationalpark

Karta över skyddade områden i Tanzania.

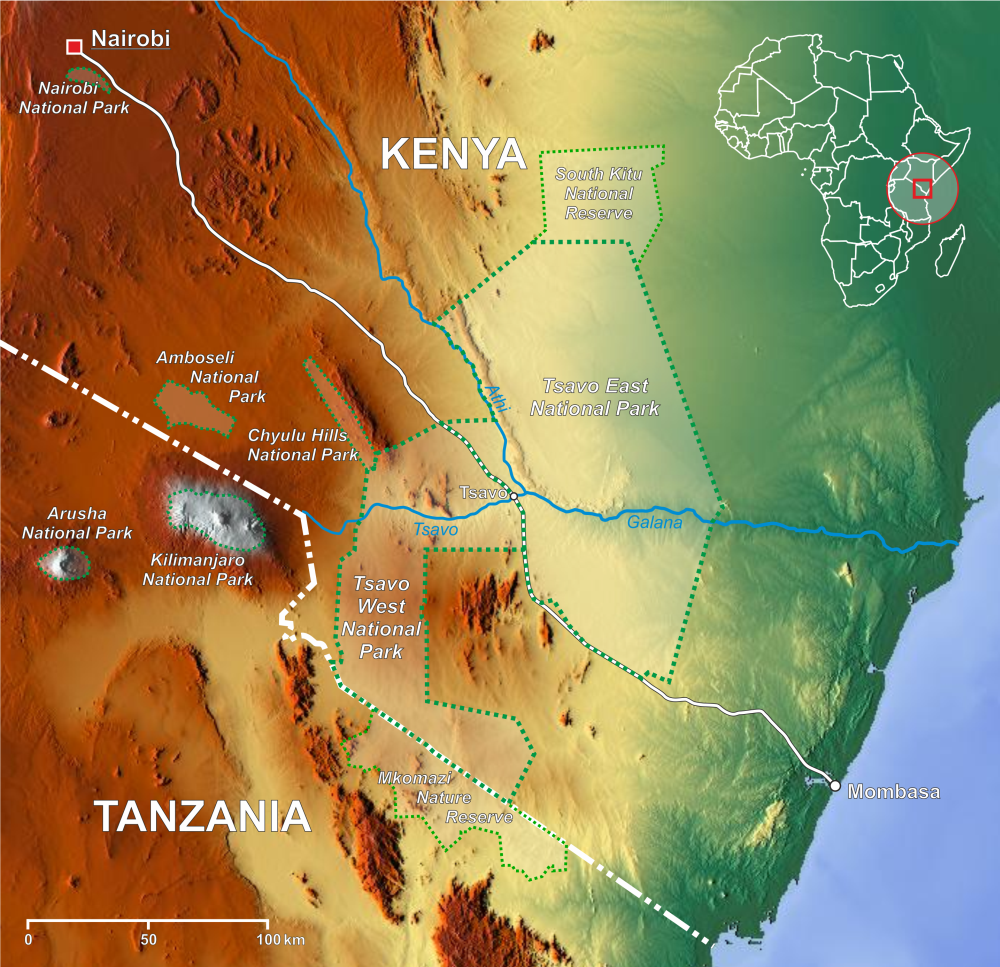
Karta över nationalparker i södra Kenya.

Mkomazi nationalpark ligger  i nordöstra Tanzania i distrikten Lushoto och Same och gränsar till nationalparken Tsavo West i Kenya. Parken ligger cirka 112 km från Moshi och 550 km från Dar es Salaam och har en yta på 3245 km2.

## Historia
Mkomazi blev viltreservat 1951 men fick aldrig det finansiella stöd som mer välkända reservat som Ngorongoro och Serengeti fick. Sedan 1989 har detta förändrats och Mkomazi fick nationalparksstatus 2007. Nationalparkens namn kommer sig av parefolkets ord för ”skopa vatten”.

## Djurliv
I Mkomazi finns stora hjordar av giraffer, eland, koantilop,  zebra, afrikansk buffel och elefanter. I parken finns några arter som är specialiserade på torrmarker, östafrikansk oryx & giraffgasell, som är ovanliga i övriga Tanzania, de hotade arterna svart noshörning och afrikansk vildhund.
I Mkomazi har man konstaterat mer än 450 fågelarter exempelvis gampärlhöna, struts, koritrapp, sekreterarfågel, markhornkorp och blåkråka.

## Säsong
Om man vill se stora däggdjur och fåglar, passar tiden från sen juni till tidigt i september bäst. Naturen är som vackrast mellan mars och juni.

## Kommunikationer
Man kan ta sig med bil via Same som ligger på vägen mellan Arusha och Dar es Salaam. Närmaste landningsbana är Kisima. <